# Lipany
Lipany (mađ. Héthárs, njem. Siebenlinden, lat. Septemtiliae) je grad u Prešovskom kraju u istočnoj Slovačkoj. Upravno pripada Okrugu Sabinov. 

## Zemljopis
Lipany leži na nadmorskoj visini od 389 metara i zauzima površinu od 12,648 km2. Rijeka Torysa teče kroz grad. Od središta okruga Sabinova udaljen je 12 km, od Prešova 29 km, a od Stare Lubovne 35 km.

## Povijest
Prvi pisani spomen o Lipaniu dolazi iz 1312. godine.  Status i privilegije grada dobio je u 16. stoljeću.

## Stanovništvo
| Godina:     | 1993. | 2003.    | 2013.   | 2023.   |
| ----------- | ----- | -------- | ------- | ------- |
| Broj ljudi: | 5732  | 6328     | 6454    | 6451    |
| Razlika:    |       | +10,39 % | +1,99 % | -0,04 % |

| Godina:     | 2022. | 2023.   |
| ----------- | ----- | ------- |
| Broj ljudi: | 6449  | 6451    |
| Razlika:    |       | +0,03 % |

Po popisu stanivništva iz 2001. godine grad je imao 6.130 stanovnika.
- Slovaci 91,17%
- Romi 7,37%
- Česi 0,33%
- Ukrajinci 0,31%
- Rusini 0,28%

Prema vjeroispovijesti najviše je rimokatolika 89,61%, grkokatolika 5,99%, ateista 2,38% i luterana 0,31%.

## Vanjske poveznice
- Službena stranica grada (sl.)

### Ostali projekti
|  | Zajednički poslužitelj ima još gradiva o temi Lipany |